# Pante Baro
Pante Baro is een bestuurslaag in het regentschap Bireuen van de provincie Atjeh, Indonesië. Pante Baro telt 999 inwoners (volkstelling 2010).